# Ceratomia kansensis
Ceratomia kansensis är en fjärilsart som beskrevs av Howe, E.W. och W.H. 1950. Ceratomia kansensis ingår i släktet Ceratomia och familjen svärmare. Inga underarter finns listade i Catalogue of Life.